# Christian Ricardt Nielsen
Christian Ricardt Nielsen (6. november 1907 på Frederiksberg – 20. oktober 1961) var en dansk politiker.
Han var søn af værkmester Hans Peter Nielsen og hustru Johanne f. Jørgensen, blev udlært som maskinarbejder ved Statsbanernes centralværksted 1926, var på ophold i Canada, beskæftiget ved Canadian Pacific Railway 1927-31. Hjemme igen arbejdede han atter ved Statsbanernes centralværksted 1933-43 og var involveret i illegalt arbejde 1943-45 under Besættelsen. Han var faglig og social redaktør ved Land og Folk 1945, rådmand i Københavns Magistrats 2. afdeling 1946-47, medlem af Landstinget for DKP 1947-53, redaktør ved Land og Folk Ugeblad 1948-53 og faglig medarbejder ved Land og Folk 1953.